# 고래자리 YZ

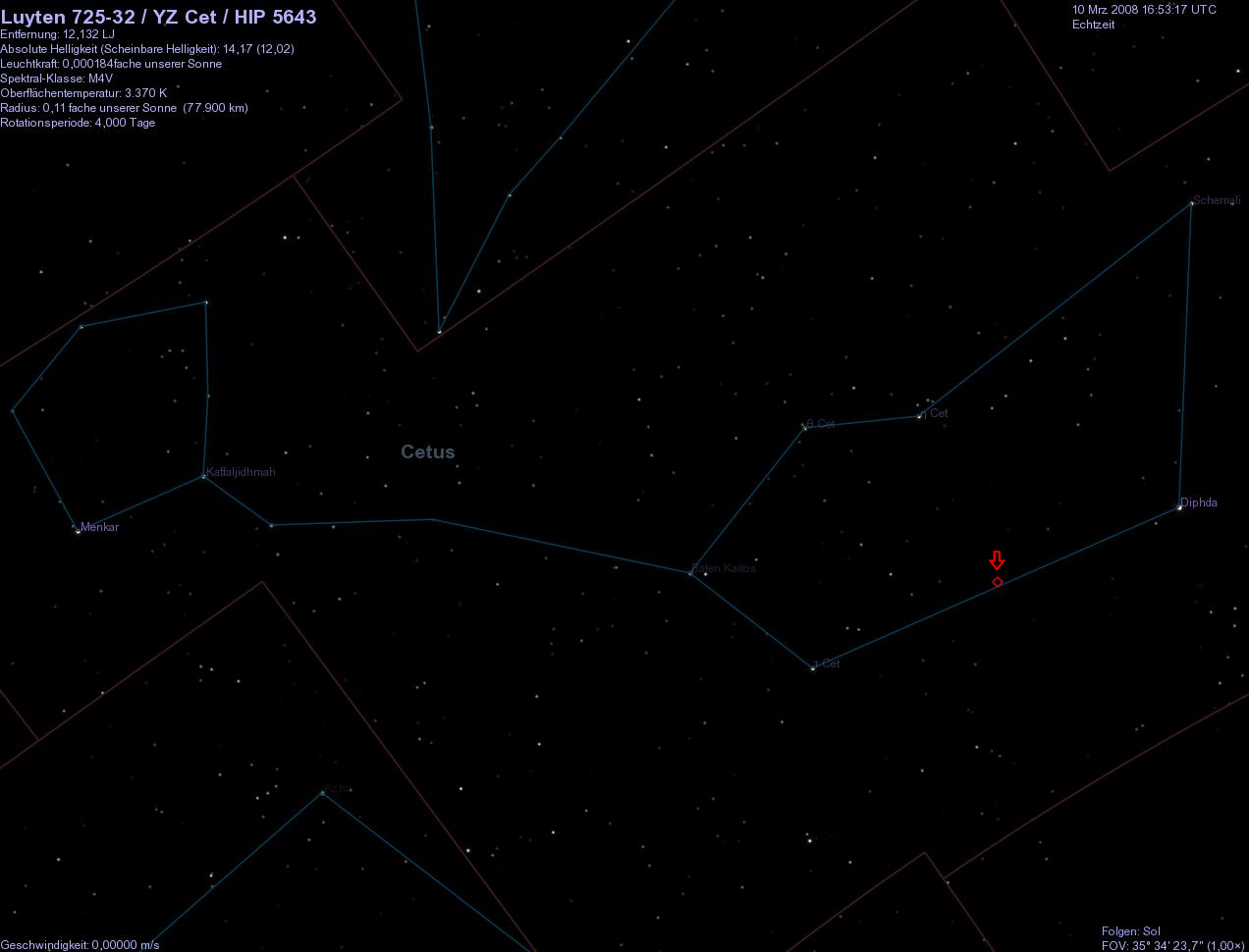

고래자리 YZ는 고래자리에 있는 변광성이다. 이 별은 지구에서 약 12광년 떨어져 있어서 상당히 가까운 존재임에도 불구하고, 매우 어둡기 때문에 맨눈으로 볼 수 없다. 고래자리 YZ는 밝기가 순간적으로 대폭 상승하는 플레어 별이다. 고래자리 YZ의 질량은 태양의 약 8.5 퍼센트 정도로 항성이 될 수 있는 하한선을 겨우 넘는 정도로, 밝기는 태양의 5천분의 1에 불과하다.
이 별에서 가장 가까운 이웃은 고래자리 타우로 둘은 불과 0.72광년밖에 떨어져 있지 않다. 이는 태양과 가장 가까운 이웃인 센타우루스자리 프록시마와의 거리의 6분의 1에 불과하다.

## 같이 보기
- 가까운 별 목록